# Stade municipal de Miramar
Le Stade municipal de Miramar (en espagnol : Estadio Municipal de Miramar), plus simplement surnommé le Miramar, est un stade de football espagnol situé dans la ville de Luanco, dans les Asturies.
Le stade, doté de 3 500 places et inauguré en 1953, sert d'enceinte à domicile à l'équipe de football du Marino de Luanco.

## Histoire
Le stade ouvre ses portes en 1953. Il est inauguré le 6 septembre 1953.
Depuis novembre 2001, il dispose d'un éclairage artificiel fourni par 4 tours avec 18 lumières de 2000 watts chacune, soit un total d'environ 600 lux, assez pour qu'un match soit retransmis en direct à la télévision.
Le record d'affluence au stade est de 5 000 spectateurs lors d'une défaite 4-1 des locaux du Marino de Luanco contre le Deportivo La Corogne le 7 novembre 2001.